# エスタディオ・トマス・オロス・ガイタン
エスタディオ・トマス・オロス・ガイタン（Estadio Tomás Oroz Gaytán）は、メキシコのソノラ州シウダ・オブレゴンにあったスタジアム。主に野球に使用されており、リーガ・メヒカーナ・デル・パシフィコ（メキシコ冬季リーグ）のヤキス・デ・シウダ・オブレゴンが本拠地にしている。13,000人収容。